# 90's Pop Tour, Vol.3
90's Pop Tour, Vol. 3 es el tercer álbum en vivo de la gira 90's Pop Tour, en su tercera etapa, realizada por OV7, Magneto, JNS, Mercurio, Calo, Litzy y The Sacados. El álbum fue lanzado por Sony Music el 29 de marzo de 2019, en formato físico y digital. Incluye un DVD con la presentación de los siete artistas.
El álbum fue grabado del concierto del 29 de noviembre de 2018, en la Arena Ciudad de México. A diferencia del volumen anterior, éste no cuenta con la participación de invitados especiales, pero Cynthia Nilson del grupo The Sacados tiene una participación más formal y ya no sólo como artista invitada.

## Antecedentes
La gira 90's Pop Tour ya había lanzado 2 álbumes en vivo previamente, correspondientes a las dos primeras etapas de la gira: el 90's Pop Tour Vol. 1 en 2017 y el 90's Pop Tour Vol.2 en 2018. Con la salida de Fey y Beto Cuevas de la gira, y al sumarse los grupos Magneto y Mercurio (quienes anteriormente formaron parte de la gira Únete a la Fiesta y ya habían sido invitados en el concierto del 30 de agosto de 2018 transmitido en vivo por las salas de Cinépolis y a través de Cinépolis Klic) se dio inicio a la tercera etapa y se decidió grabar su séptima presentación en la Arena Ciudad de México para su lanzamiento en DVD.
Sin embargo, a pesar de representar la tercera etapa del 90's Pop Tour, después de la grabación del álbum, Litzy abandonaría la gira y se sumaría al elenco el grupo Kabah, quien por lo tanto no aparece en este volumen.

## Contenido
La mayoría de las canciones interpretadas en los primeros dos volúmenes por los artistas que permanecen en la gira fueron incluidas en este álbum, pero en esta ocasión las colaboraciones y solos, así como el orden de aparición, fueron diferentes, además de incorporar los éxitos de los nuevos grupos Mercurio y Magneto. Algunas nuevas canciones fueron añadidas, como Corazón Confidente y Love Colada, reemplazando algunos temas de sus correspondientes intérpretes. Y además, varias canciones fueron interpretadas completamente por otros artistas diferentes a los originales.
Los temas de cada artista incluidos en la gira son:
- OV7: Shabadabadá, Enloquéceme, Love Colada, Vuela Más Alto, Un Pie Tras Otro Pie, No Es Obsesión, Pónganse Botas, Quítense Tenis, Mírame a los Ojos
- JNS (Antes Jeans): Enferma de Amor, Corazón Confidente (versión cumbia), La Ilusión del Primer Amor, Sólo Vivo Para Ti (medley con Candela), Pepe, Entre Azul y Buenas Noches
- Calo: El Cubo, Formas de Amor, Colegiala, Ponte Atento, No Puedo Más
- Litzy: Quisiera Ser Mayor, No Hay Palabras, No Te Extraño
- The Sacados: Bikini a Lunares Amarillo, Ritmo de la Noche, Pensando en Esa Chica, Más de lo Que Te Imaginas
- Mercurio: Explota Corazón, Chicas Chic, La Puerta de la Escuela, Vuelo/Azúcar y Maldad (medley), Candela (medley con Sólo Vivo Para Ti), Enamoradísimo
- Magneto: La Puerta del Colegio, Suena Tremendo, Cambiando el Destino, Malherido, 40 Grados, Para Siempre, Vuela, Vuela

## Lista de canciones

### CD
| 90's Pop Tour, Vol.3 (En Vivo) CD 1 |                                                                              |          |  |
| N.º                                 | Título                                                                       | Duración |  |
| 1.                                  | «Shabadabada» (OV7 ft. Magneto, Mercurio, JNS, Caló, The Sacados, Litzy)     | 4:31     |  |
| 2.                                  | «Enferma de Amor» (JNS)                                                      | 3:49     |  |
| 3.                                  | «Quisiera Ser Mayor» (Litzy)                                                 | 3:36     |  |
| 4.                                  | «Bikini a Lunares Amarillo» (The Sacados)                                    | 3:39     |  |
| 5.                                  | «Explota Corazón» (Mercurio ft. Magneto)                                     | 3:43     |  |
| 6.                                  | «Formas de Amor» (Caló)                                                      | 4:52     |  |
| 7.                                  | «Corazón Confidente (Versión Cumbia)» (JNS ft. OV7, Magneto, Mercurio, Caló) | 4:01     |  |
| 8.                                  | «Chicas Chic» (Mercurio ft. OV7, JNS, Caló, Litzy)                           | 4:21     |  |
| 9.                                  | «La Puerta del Colegio» (Magneto)                                            | 2:10     |  |
| 10.                                 | «La Ilusión del Primer Amor» (JNS)                                           | 3:17     |  |
| 11.                                 | «Love Colada» (OV7)                                                          | 3:14     |  |
| 12.                                 | «Capitán» (Magneto ft. Caló)                                                 | 3:31     |  |
| 13.                                 | «Vuela Más Alto» (Caló ft. OV7)                                              | 4:23     |  |
| 14.                                 | «A la Puerta de la Escuela» (Mercurio ft. JNS)                               | 4:13     |  |
| 15.                                 | «Medley: Vuelo / Azúcar y Maldad» (Mercurio ft. Litzy)                       | 4:03     |  |
| 16.                                 | «Colegiala» (Caló ft. Litzy)                                                 | 4:12     |  |

| 90's Pop Tour, Vol.3 (En Vivo) CD 2 |                                                                                             |          |  |
| N.º                                 | Título                                                                                      | Duración |  |
| 1.                                  | «Cambiando el Destino» (Magneto ft. Caló)                                                   | 3:30     |  |
| 2.                                  | «Pensando en Esa Chica» (The Sacados ft. OV7)                                               | 4:44     |  |
| 3.                                  | «No Es Obsesión» (OV7 ft. Mercurio)                                                         | 4:10     |  |
| 4.                                  | «Más de lo Que Te Imaginas» (The Sacados ft. JNS)                                           | 3:34     |  |
| 5.                                  | «Medley: Sólo Vivo Para Ti / Candela» (JNS ft. Mercurio, Magneto)                           | 7:28     |  |
| 6.                                  | «Malherido» (OV7)                                                                           | 4:18     |  |
| 7.                                  | «40 Grados» (Magneto ft. OV7)                                                               | 3:40     |  |
| 8.                                  | «Ponte Atento» (Caló ft. JNS)                                                               | 4:20     |  |
| 9.                                  | «Pónganse Botas, Quítense Tenis» (OV7 ft. Magneto, Mercurio, JNS, Caló, The Sacados, Litzy) | 3:43     |  |
| 10.                                 | «Para Siempre» (Magneto ft. Litzy)                                                          | 4:17     |  |
| 11.                                 | «No Puedo Más» (Caló ft. OV7)                                                               | 5:13     |  |
| 12.                                 | «No Te Extraño» (Litzy ft. OV7, JNS, Caló)                                                  | 3:26     |  |
| 13.                                 | «Vuela, Vuela» (Magneto ft. Mercurio, OV7, JNS, Caló, Litzy)                                | 5:10     |  |
| 14.                                 | «Entre Azul y Buenas Noches» (JNS ft. OV7, Caló, Litzy)                                     | 4:23     |  |
| 15.                                 | «Enamoradísimo» (Mercurio ft. Magneto, OV7, JNS, Caló, Litzy)                               | 3:47     |  |
| 16.                                 | «Mírame a los Ojos» (OV7 ft. Magneto, Mercurio, JNS, Caló, The Sacados, Litzy)              | 4:43     |  |

### DVD y Versión Deluxe digital del álbum
| 90's Pop Tour, Vol.3 (En Vivo) |                                                                                             |          |  |
| N.º                            | Título                                                                                      | Duración |  |
| 1.                             | «Shabadabada» (OV7 ft. Magneto, Mercurio, JNS, Caló, The Sacados, Litzy)                    | 4:32     |  |
| 2.                             | «Enferma de Amor» (JNS)                                                                     | 3:51     |  |
| 3.                             | «El Cubo» (Caló)                                                                            | 4:16     |  |
| 4.                             | «Quisiera Ser Mayor» (Litzy)                                                                | 3:38     |  |
| 5.                             | «Bikini a Lunares Amarillo» (The Sacados)                                                   | 3:41     |  |
| 6.                             | «Explota Corazón» (Mercurio ft. Magneto)                                                    | 3:43     |  |
| 7.                             | «Enloquéceme» (OV7 ft. The Sacados)                                                         | 4:44     |  |
| 8.                             | «Formas de Amor» (Caló)                                                                     | 4:46     |  |
| 9.                             | «Corazón Confidente (Versión Cumbia)» (JNS ft. OV7, Magneto, Mercurio, Caló)                | 4:05     |  |
| 10.                            | «Chicas Chic» (Mercurio ft. OV7, JNS, Caló)                                                 | 4:21     |  |
| 11.                            | «No Hay Palabras» (Litzy ft. Mercurio)                                                      | 3:57     |  |
| 12.                            | «La Puerta del Colegio» (Magneto)                                                           | 2:13     |  |
| 13.                            | «La Ilusión del Primer Amor» (JNS)                                                          | 3:18     |  |
| 14.                            | «Love Colada» (OV7)                                                                         | 3:15     |  |
| 15.                            | «Capitán» (Magneto ft. Caló)                                                                | 3:33     |  |
| 16.                            | «Ritmo de la Noche» (The Sacados ft. Caló)                                                  | 2:42     |  |
| 17.                            | «Vuela Más Alto» (Caló ft. OV7)                                                             | 4:24     |  |
| 18.                            | «Un Pie Tras Otro Pie» (OV7 ft. JNS)                                                        | 4:33     |  |
| 19.                            | «A la Puerta de la Escuela» (Mercurio ft. JNS)                                              | 4:14     |  |
| 20.                            | «Suena Tremendo» (Magneto ft. Mercurio, OV7, Caló, The Sacados)                             | 4:12     |  |
| 21.                            | «Medley: Vuelo / Azúcar y Maldad» (Mercurio ft. Litzy)                                      | 4:03     |  |
| 22.                            | «Colegiala» (Caló ft. Litzy)                                                                | 4:08     |  |
| 23.                            | «Cambiando el Destino» (Magneto ft. Caló)                                                   | 3:29     |  |
| 24.                            | «Pensando en Esa Chica» (The Sacados ft. OV7)                                               | 4:46     |  |
| 25.                            | «No Es Obsesión» (OV7 ft. Mercurio)                                                         | 4:13     |  |
| 26.                            | «Más de lo Que Te Imaginas» (The Sacados ft. JNS)                                           | 3:33     |  |
| 27.                            | «Medley: Sólo Vivo Para Ti / Candela» (JNS ft. Mercurio, Magneto)                           | 7:29     |  |
| 28.                            | «Malherido» (OV7)                                                                           | 4:18     |  |
| 29.                            | «40 Grados» (Magneto ft. OV7)                                                               | 3:44     |  |
| 30.                            | «Ponte Atento» (Caló ft. JNS)                                                               | 4:19     |  |
| 31.                            | «Pónganse Botas, Quítense Tenis» (OV7 ft. Magneto, Mercurio, JNS, Caló, The Sacados, Litzy) | 3:44     |  |
| 32.                            | «Para Siempre» (Magneto ft. Litzy)                                                          | 4:17     |  |
| 33.                            | «Pepe» (JNS ft. Mercurio)                                                                   | 3:41     |  |
| 34.                            | «No Puedo Más» (Caló ft. OV7)                                                               | 5:19     |  |
| 35.                            | «No Te Extraño» (Litzy ft. OV7, JNS, Caló)                                                  | 4:00     |  |
| 36.                            | «Vuela, Vuela» (Magneto ft. Mercurio, OV7, JNS, Caló, Litzy)                                | 4:16     |  |
| 37.                            | «Entre Azul y Buenas Noches» (JNS ft. OV7, Caló, Litzy)                                     | 4:24     |  |
| 38.                            | «Enamoradísimo» (Mercurio ft. Magneto, OV7, JNS, Caló, Litzy)                               | 3:50     |  |
| 39.                            | «Mírame a los Ojos» (OV7 ft. Magneto, Mercurio, JNS, Caló, The Sacados, Litzy)              | 4:26     |  |
| 159:57                         |                                                                                             |          |  |

## Elenco
- OV7: Ari Borovoy, Érika Zaba, Lidia Ávila, Mariana Ochoa, Óscar Schwebel
- JNS: Angie Taddei, Karla Díaz Leal, Melissa López, Regina Murguía
- Calo: Claudio Yarto, Maya Karunna, María Karunna, Gerardo "Gee" Méndez, César "On-C" Méndez
- Litzy
- The Sacados: Darío Moscatelli, Cynthia Nilson
- Magneto: Érick Ibarra (Alan), Hugo de la Barrera (Alex), Roberto Beltrana (Tono), Marcos Stern (Mauri), Elías Cervantes (Elías)
- Mercurio: Héctor Ugarte, Elías Chiprut, Rodrigo Sieres, Daniel Merlo, Alfonso Barbosa

## Certificaciones
| País   | Organismo certificador | Certificación | Ventas certificadas | Ref.  |
| ------ | ---------------------- | ------------- | ------------------- | ----- |
| México | AMPROFON               | Oro           | 30 000              | [ 7 ] |